# Żytawa
Żytawa (niem. Zittau; górnołuż. Žitawa, [ˈʒitawa]ⓘ; cz. Žitava) – miasto w Niemczech, w kraju związkowym Saksonia, w okręgu administracyjnym Drezno, w powiecie Görlitz, przy granicy z Polską i Czechami, w Łużycach Górnych. Do 31 lipca 2008 Żytawa była stolicą powiatu Löbau-Zittau.
Miasto należy do Związku Sześciu Miast.

## Przynależność historyczna
Początkowo część historycznej krainy Czech, następnie związana z Łużycami Górnymi od 1283 do 1319 oraz Dolnym Śląskiem od 1319 do 1346, w chwili zakładania Związku Sześciu Miast w 1346 wciąż uznawana za miasto czeskie – jedyne w związku obok pięciu miast łużyckich, z którymi wiążąc się ponownie zbliżyła się do Łużyc Górnych. Nie odnotowano formalnego włączenia Żytawy do Górnych Łużyc, jednakże po 1346 dzieliła historię tego regionu, z nim przechodząc na lata 1469–1490 pod panowanie węgierskie, a po 1635 – saskie. Świadectwem powiązań historycznych z Czechami i Śląskiem jest herb miasta, zawierający motywy czeskiego lwa i dolnośląskiego orła piastowskiego.

## Historia

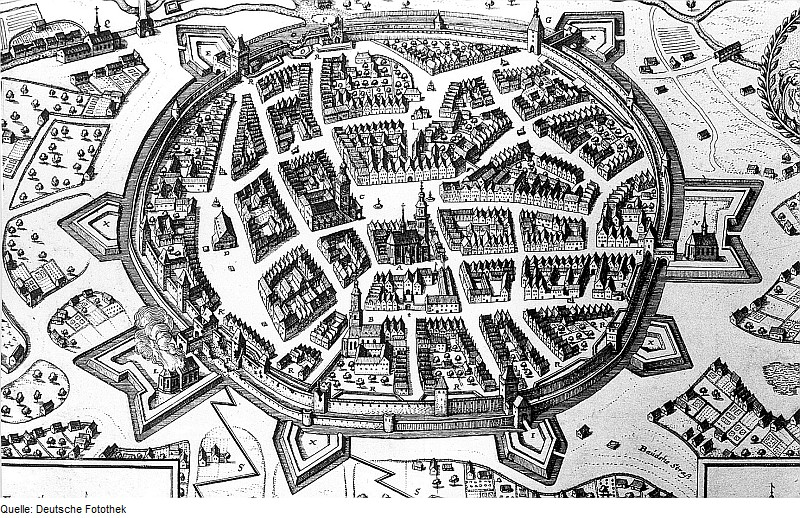
Żytawa w połowie XVII wieku

Historia Żytawy sięga XII-wiecznej słowiańskiej osady. Obszar leżał w granicach Czech od XI wieku. Najstarsza wzmianka o Żytawie pod łacińską nazwą Sitavia pochodzi z 1238. Prawa miejskie nadał w 1255 król czeski Przemysł Ottokar II, wyznaczając także granice miasta w celu budowy murów obronnych. Żytawa została miastem królewskim, w którym ulokowano prowincjonalny sąd, a dekanat żytawski znajdował się pod bezpośrednim zarządem biskupów praskich. W 1268 powstał klasztor franciszkanów. Na początku XIV wieku miasto otrzymało po raz pierwszy herb i powstały pierwsze gildie rzemieślnicze.
W latach 1319–1346 Żytawa znajdowała się w granicach piastowskiego księstwa jaworskiego. W 1337, po prośbie księcia Henryka I jaworskiego, miasto przeprowadziło skuteczny atak na pobliski czeski zamek Tolštejn, który po 1320 stał się przyczółkiem rozbójników, napadających na miasto i okolice. W nagrodę Henryk I uhonorował miasto umieszczając w jego herbie dolnośląskiego orła piastowskiego. Po śmierci księcia w 1346 miasto ponownie przeszło we władanie Czech. W 1346 Żytawa była jednym z miast-założycieli Związku Sześciu Miast. W 1359 i 1422 miasto niszczyły wielkie pożary. Od 1421 do 1436 w Żytawie rezydowali kanonicy prascy. W 1469 wraz ze Związkiem Sześciu Miast miasto uznało władzę króla Węgier Macieja Korwina, po którego śmierci w 1490 powróciło do Czech, wówczas we władaniu królewicza polskiego Władysława II Jagiellończyka. W 1555, 1559 i 1599 wybuchały epidemie. W 1586 otwarto gimnazjum w Żytawie. Na mocy postanowień pokoju praskiego w 1635 wraz z większą częścią Łużyc przypadła Saksonii. Mimo to po 1635 w mieście wciąż osiedlali się Czesi, już jako imigranci z pobliskiego miasta Gródek nad Nysą, które pozostało w granicach Czech.

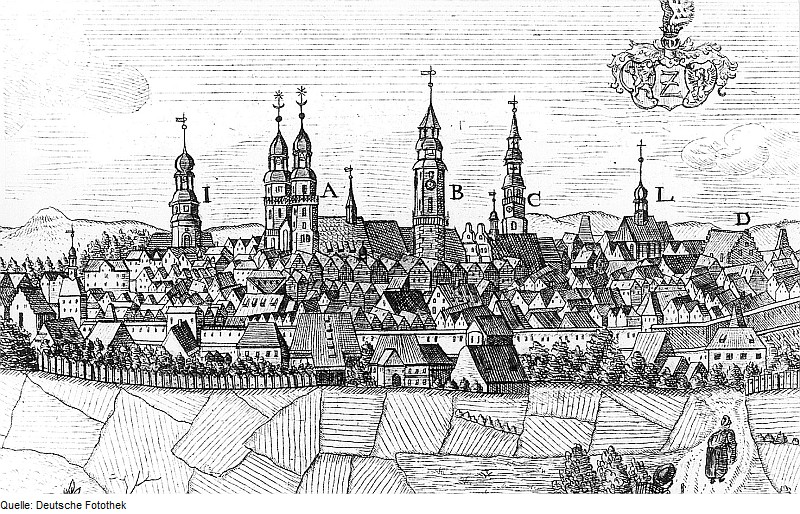
Żytawa w 1757 roku

Pomiędzy 1697 a 1763 miasto znajdowało się pod panowaniem królów Polski Augusta II Mocnego i Augusta III Sasa. W czasie wojny siedmioletniej w 1757 wojska austriackie przeprowadziły ostrzał Żytawy, doprowadzając do wielkiego pożaru, po którym nastąpił upadek handlowy miasta. Zniszczone wówczas zostały m.in. kościół św. Jana i ratusz. W 1806 Żytawa została częścią Królestwa Saksonii. W 1813 r. w mieście powstały dwie polskie jednostki wojskowe, tj. 1 i 2 kompania artylerii konnej. Pomiędzy 1840 a 1845 wzniesiono nowy ratusz, a w 1859 otwarto dworzec kolejowy. Do 1869 rozebrano znaczną część obwarowań miejskich. Od 1871 miasto znalazło się w granicach zjednoczonych Niemiec.
W 1904 powstała elektrownia miejska i uruchomiono komunikację tramwajową. W 1920 do miasta włączono wieś Porajów, która pozostawała dzielnicą miasta do 1945, gdy została włączona w granice powojennej Polski. W 1932 miał miejsce pożar teatru, w 1936 otwarto nowy teatr. W czasie II wojny światowej w miejscowości znajdowała się filia obozu koncentracyjnego Groß-Rosen. W 1945 w Żytawie zamieszkiwało ok. 4000 Czechów, którzy założyli Czeską Radę Narodową i podjęli starania o włączenie miasta do Czechosłowacji, jednakże ich postulaty zostały definitywnie odrzucone w 1948. W 1945 znalazła się w radzieckiej strefie okupacyjnej Niemiec, z której w 1949 utworzono NRD. Od 1990 w granicach odtworzonego Wolnego Kraju Saksonia oraz Republiki Federalnej Niemiec.
1 maja 2004 w Żytawie miała miejsce uroczystość przyjęcia Polski i Czech do Unii Europejskiej, w której uczestniczyli premier Polski Leszek Miller, premier Czech Vladimír Špidla i kanclerz Niemiec Gerhard Schröder. Od tego czasu obserwuje się wzrost liczby Polaków i Czechów w populacji Żytawy. W 2010 miasto dotknęła powódź.
Z okolic Żytawy i pobliskiego Lubija swoje korzenie wywodzi polsko-niemiecki ród szlachecki Oppeln-Bronikowskich.
W 1812 roku w Żytawie zmarł powstaniec kościuszkowski i uczestnik wojen napoleońskich Maciej Mirosławski.
12 listopada 1949 w okolicy Żytawy przy próbie ucieczki z Polski został ujęty Tadeusz Cieśla, wielokrotny kurier Armii Andersa zajmujący się przemycaniem do zachodnich stref okupacyjnych osób zagrożonych prześladowaniami w kraju.

## Demografia
Miasto liczy 25 950 mieszkańców (2013).

## Zabytki
- Wielka zasłona Wielkopostna z 1472 r. w Kościele-Muzeum Św. Krzyża (Museum Kirche zum Heiligen Kreuz);
- dawny „Dom Solny” z 1511 r. (Salzhaus);
- neorenesansowy ratusz z XIX wieku;
- Stare Miasto z fontannami;
- klasztor franciszkanów (obecnie muzeum miejskie – Kulturhistorisches Museum Franziskanerkloster);
- Kościół katolicki pw. Nawiedzenia Najświętszej Maryi Panny;
- Kościół Trójcy Świętej;
- Kościół szpitalny pw. św. Jakuba;
- łaźnia miejska;
- gmach poczty;
- wieża ciśnień;
- dworzec kolejowy.

## Edukacja i kultura
Miasto jest siedzibą Uniwersytetu Nauk Stosowanych Zittau/Görlitz (Hochschule Zittau/Görlitz) oraz Międzynarodowego Instytutu Uniwersyteckiego (Internationales Hochschulinstitut Zittau) – jednostki centralnej Uniwersytetu w Dreźnie. W Zittau działa Teatr im. Gerharta Hauptmanna.
Jest to także miasto narodzin Heinricha Marschnera.

## Transport

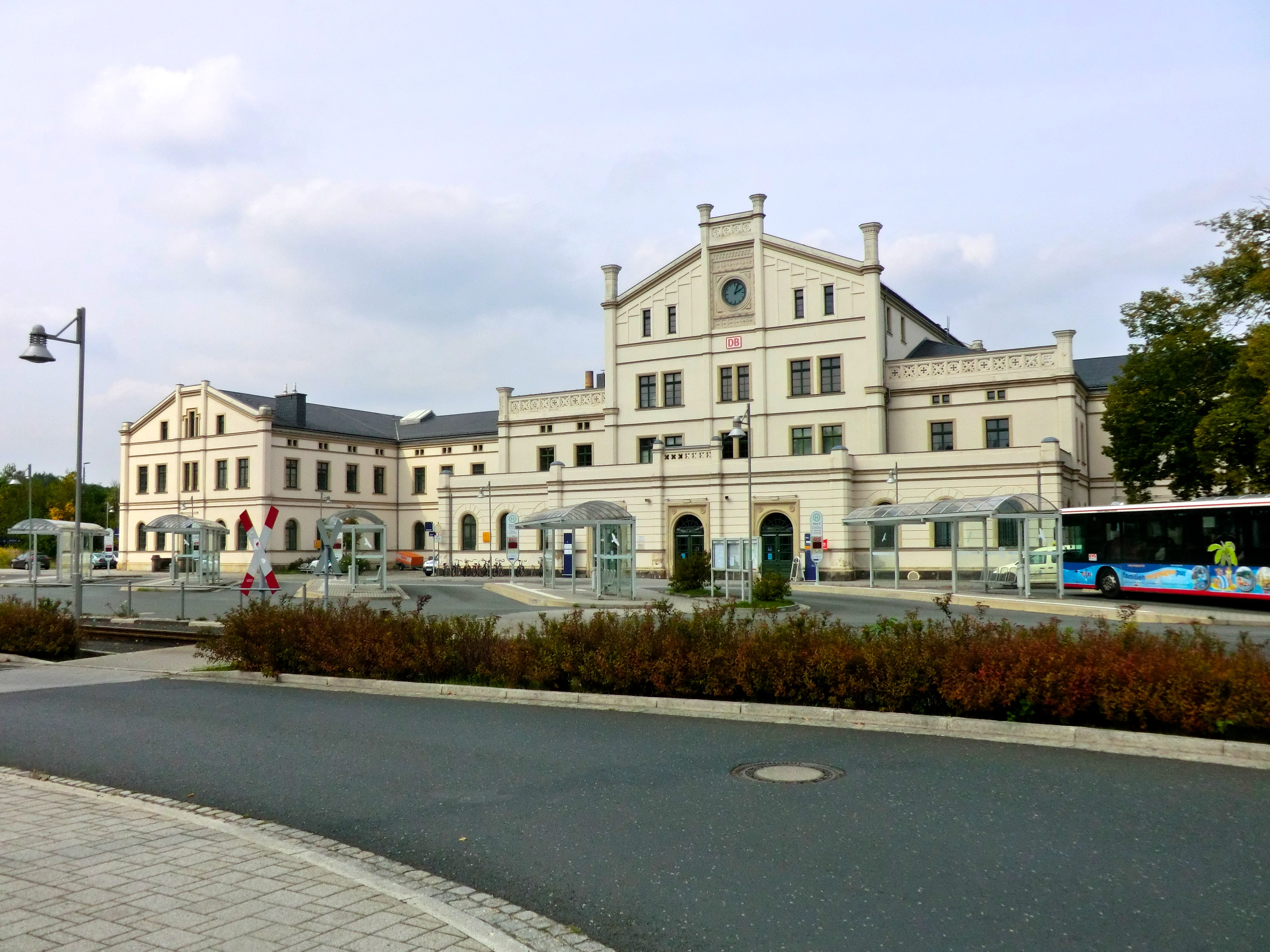
Dworzec Główny

Znajdowały się tutaj dwa drogowe przejścia graniczne z Polską:
- Żytawa-Sieniawka
- Żytawa-Porajów

oraz tranzyt przez Polskę Żytawa – Gródek nad Nysą przez most kolejowy w Żytawie.
Dworzec Główny w Żytawie jest węzłem kolejowym następujących linii:
- Zittau – Hrádek nad Nisou – Liberec
- Zittau – Varnsdorf – Rybniště / Seifhennersdorf (Mandaubahn)
- Zittau – Görlitz – Cottbus (Neißetalbahn)
- Zittau – Bischofswerda – Dresden Hbf
- Zittau – Zittau Süd – Bertsdorf – Kurort Oybin / Kurort Jonsdorf (linia wąskotorowa)

W czasach NRD produkowany był tu samochód Robur w fabryce VEB ROBUR-Werke Zittau w latach 1962–1991 jako ciężarówka i autobus. Ostatnie egzemplarze zjechały z taśmy produkcyjnej w roku 1991.

## Klimat (1979-2013)
| Miesiąc                                 | Sty   | Lut   | Mar   | Kwi  | Maj  | Cze  | Lip  | Sie  | Wrz  | Paź  | Lis   | Gru   | Roczna |
| --------------------------------------- | ----- | ----- | ----- | ---- | ---- | ---- | ---- | ---- | ---- | ---- | ----- | ----- | ------ |
| Rekordy maksymalnej temperatury [°C]    | 14.3  | 15.5  | 19.6  | 27.8 | 30.2 | 34.1 | 36.3 | 36.0 | 28.8 | 25.2 | 17.3  | 12.8  | 36,3   |
| Średnie temperatury w dzień [°C]        | 1,0   | 2,5   | 7,2   | 13,1 | 18,4 | 21,0 | 23,0 | 23,0 | 18,1 | 12,6 | 5,9   | 2,3   | 12,3   |
| Średnie dobowe temperatury [°C]         | -1,5  | -0,7  | 3,0   | 7,7  | 12,7 | 15,5 | 17,3 | 16,9 | 12,8 | 8,4  | 3,3   | 0,0   | 8,0    |
| Średnie temperatury w nocy [°C]         | -4,2  | -3,7  | -0,5  | 2,6  | 6,9  | 10,2 | 11,9 | 11,5 | 8,5  | 4,8  | 0,8   | -2,4  | 3,9    |
| Rekordy minimalnej temperatury [°C]     | -25.1 | -22.7 | -14.4 | -9.2 | -3.2 | 0.4  | 3.9  | 3.5  | -0.1 | -7.8 | -14.7 | -23.7 | −25,1  |
| Opady [mm]                              | 58    | 47    | 54    | 43   | 62   | 76   | 96   | 89   | 61   | 47   | 57    | 62    | 753    |
| Średnia liczba dni z opadami            | 12    | 10    | 11    | 9    | 11   | 12   | 12   | 11   | 10   | 9    | 11    | 13    | 131    |
| Źródło: Na podstawie 35-lecia 1979-2013 |       |       |       |      |      |      |      |      |      |      |       |       |        |

## Współpraca
- Bogatynia, Polska
- Eichgraben, Austria (kontakty utrzymuje dzielnica Eichgraben)
- Liberec, Czechy
- Pistoia, Włochy
- Portsmouth, Stany Zjednoczone
- Villingen-Schwenningen, Badenia-Wirtembergia
- Zielona Góra, Polska (od 2016)

## Galeria

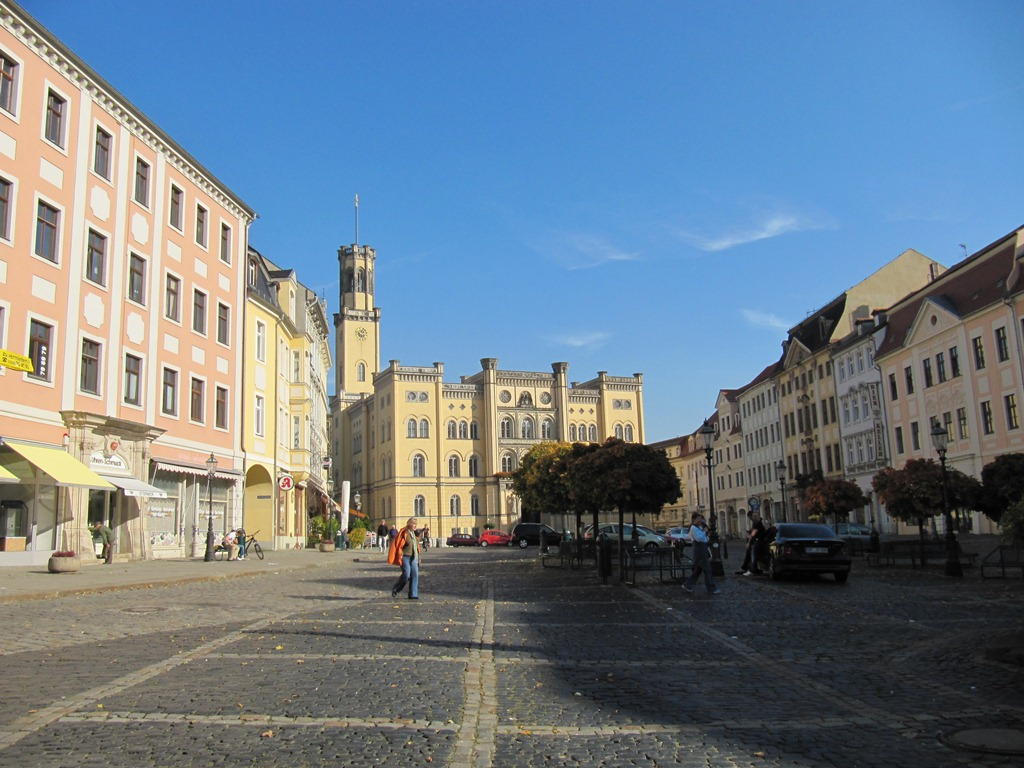
Rynek
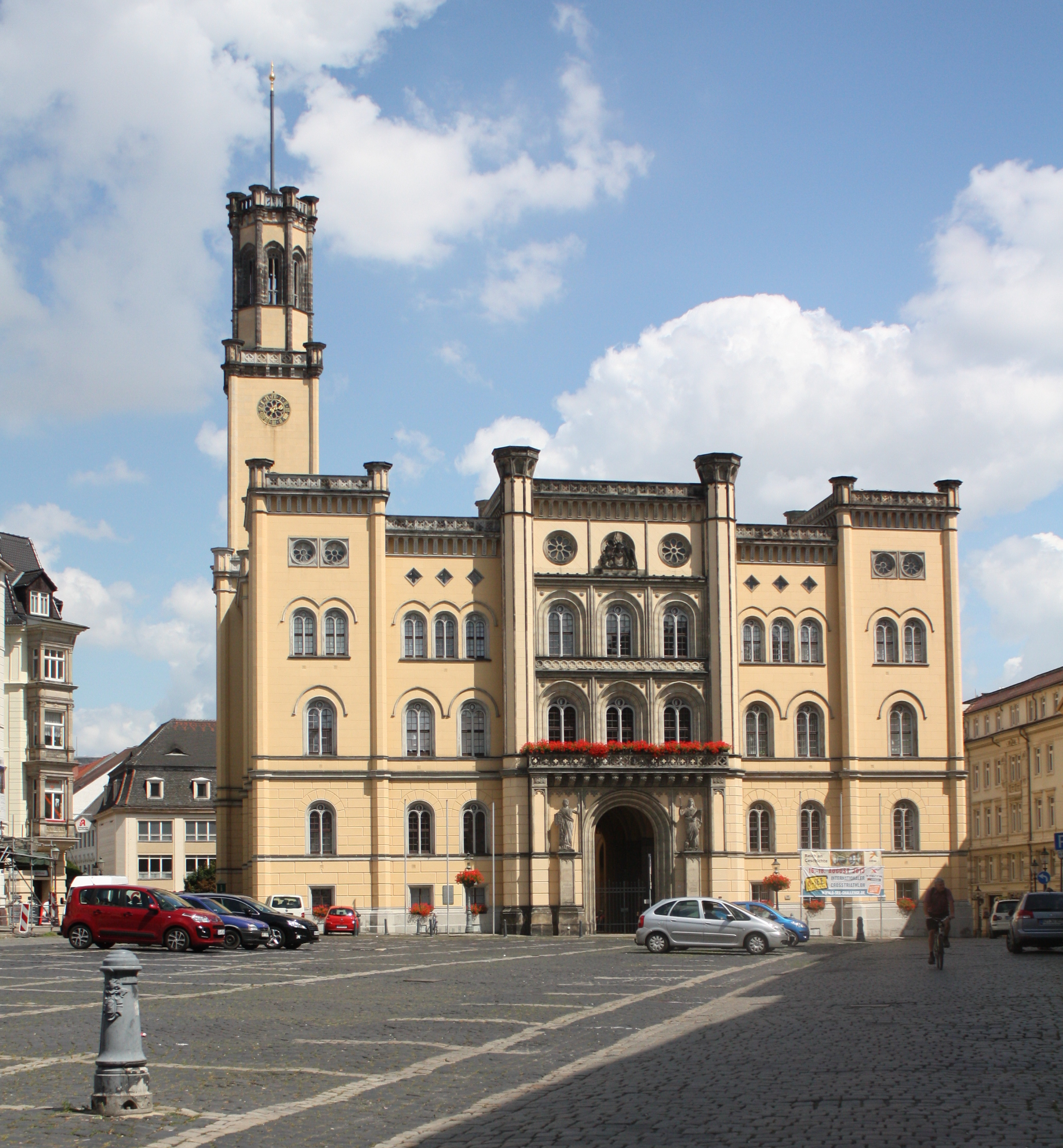
Ratusz
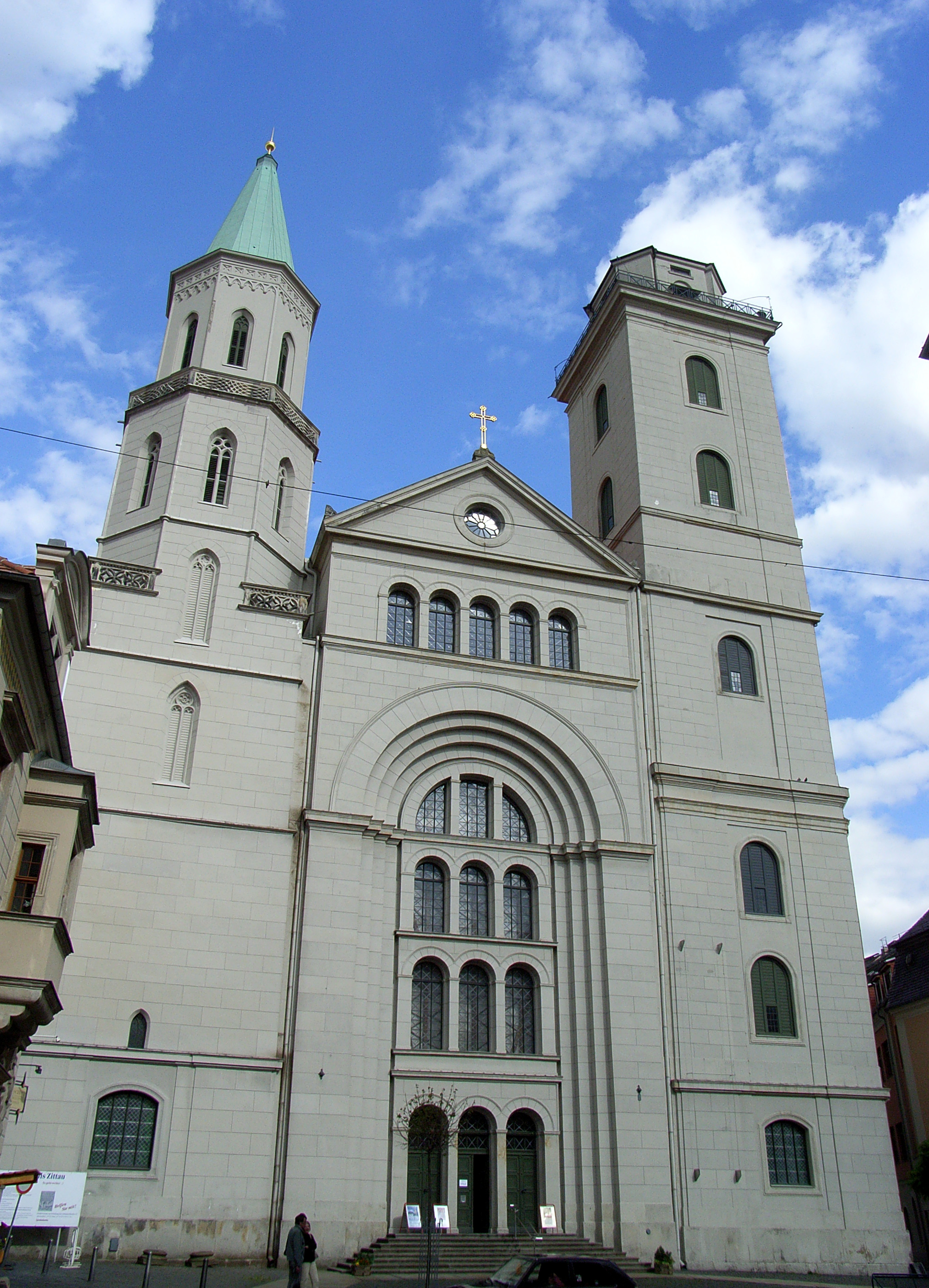
Kościół św. Jana Chrzciciela
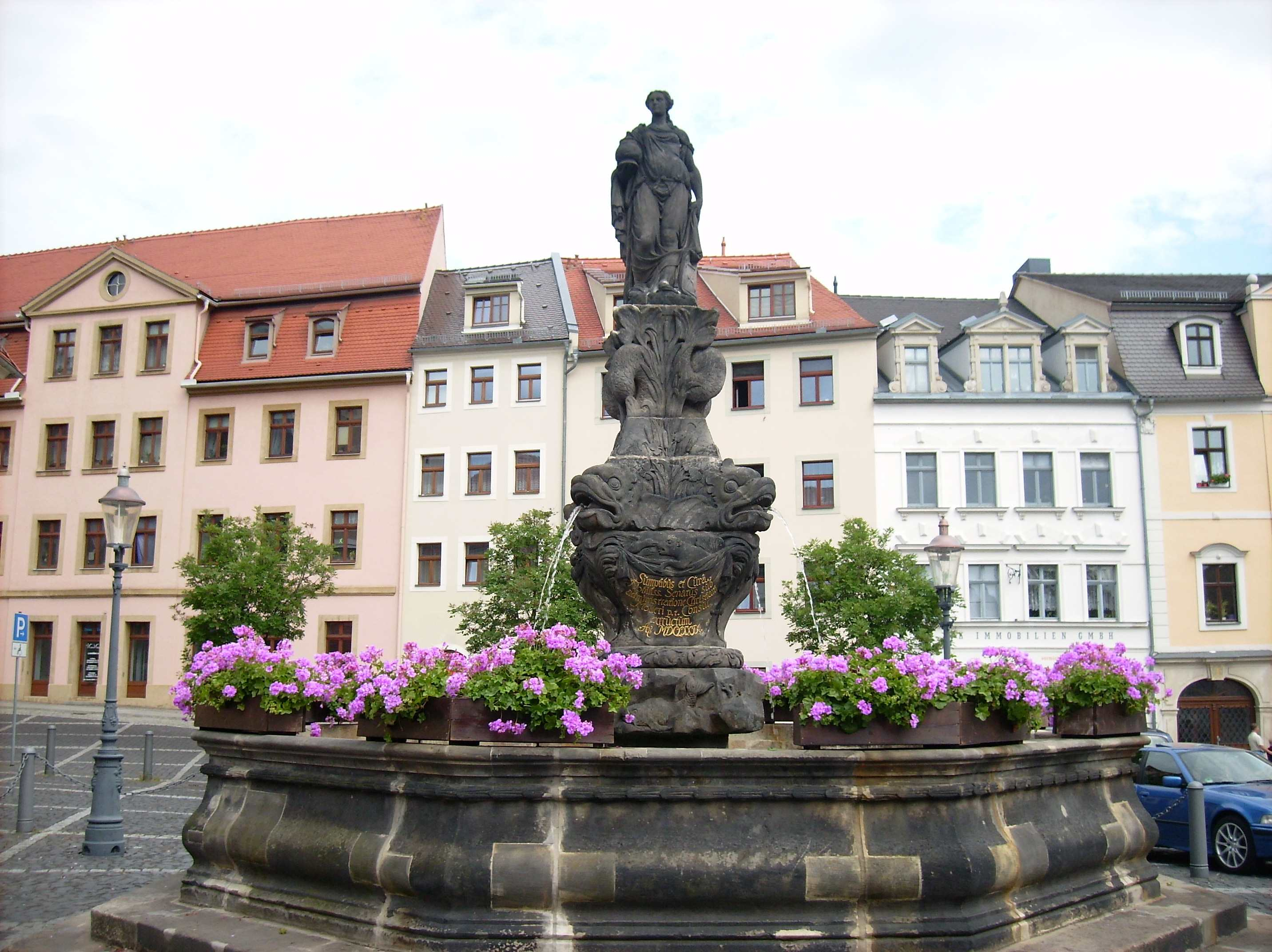
Fontanna
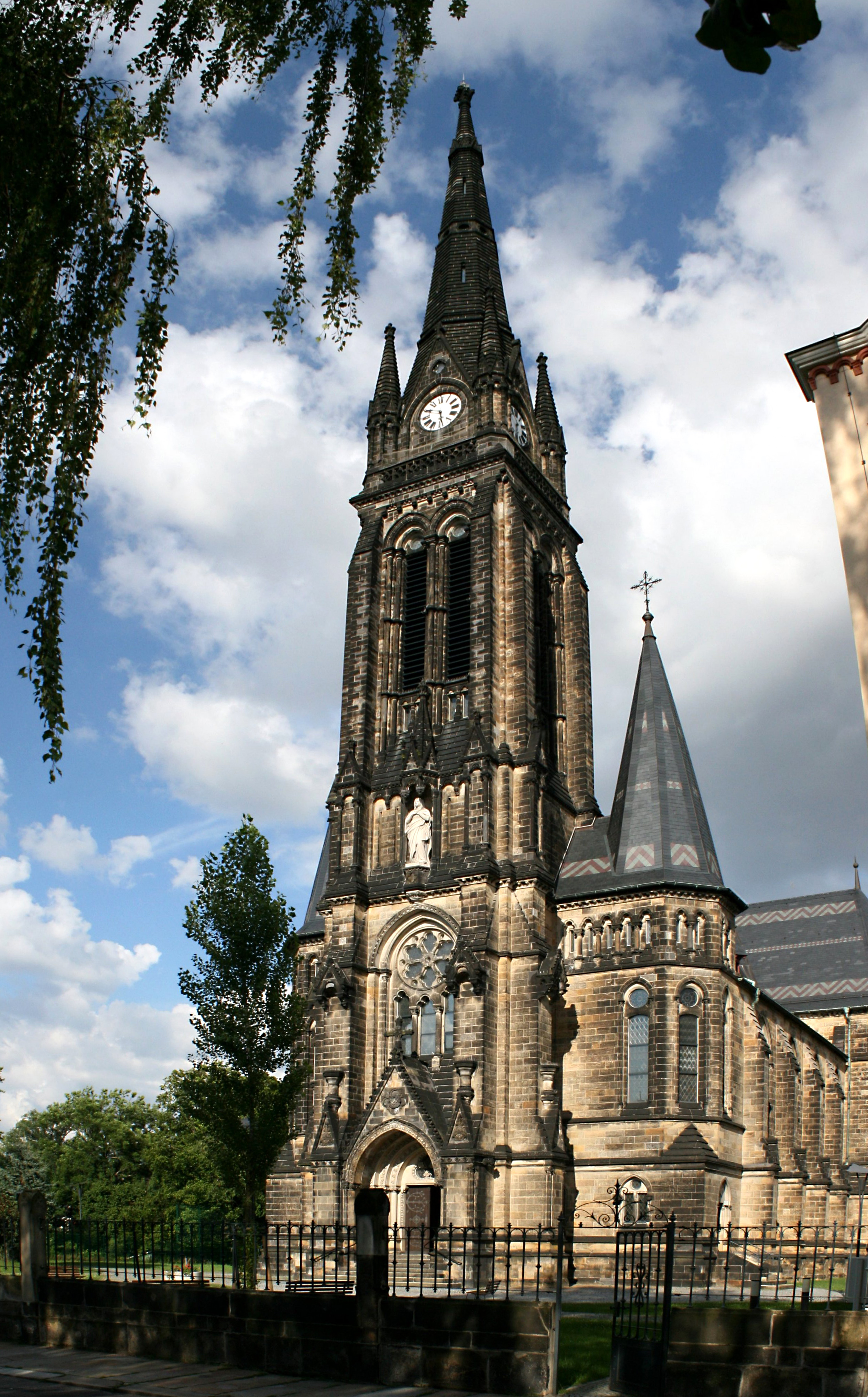
Kościół Nawiedzenia Najświętszej Maryi Panny
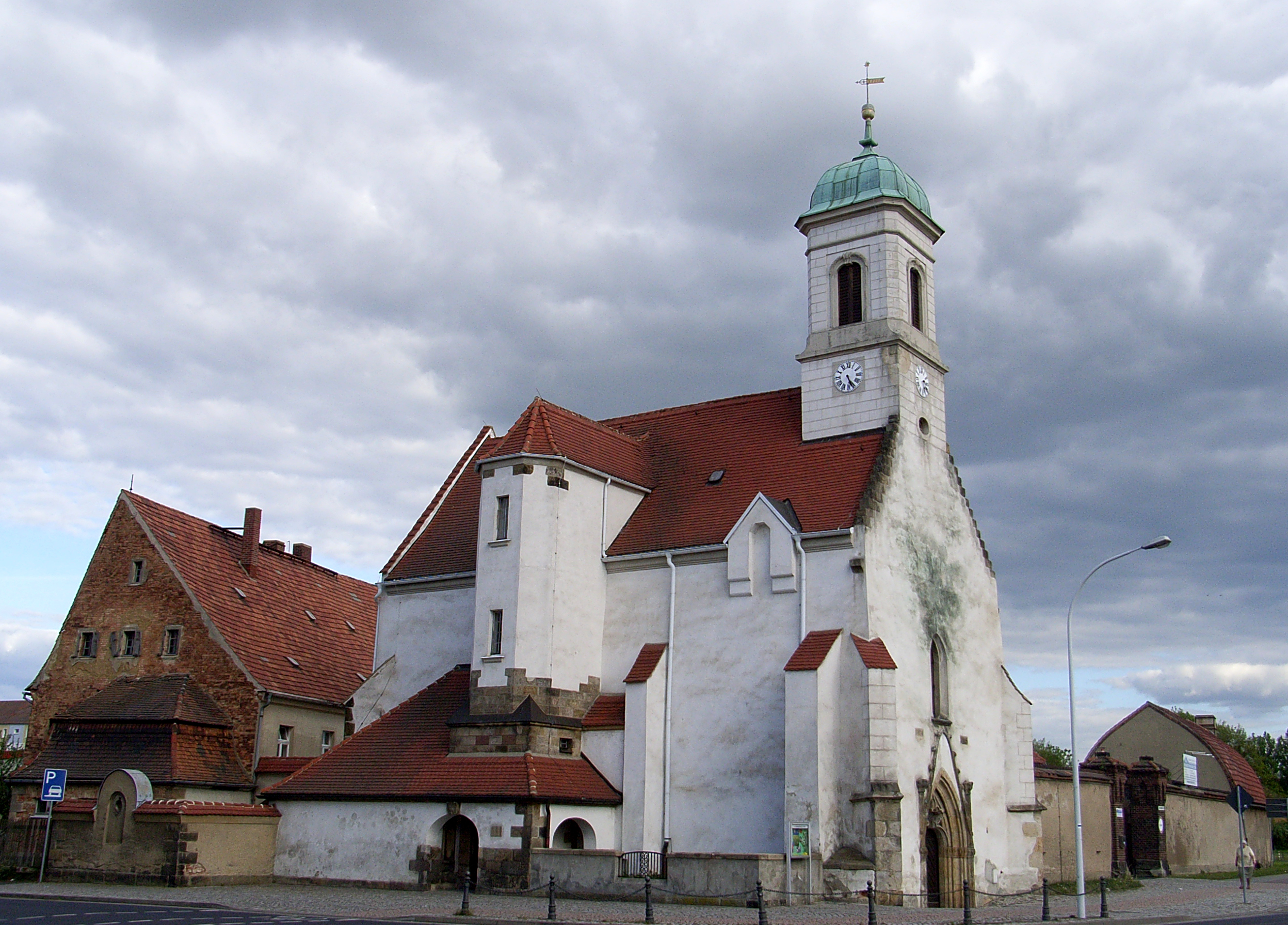
Kościół św. Jakuba
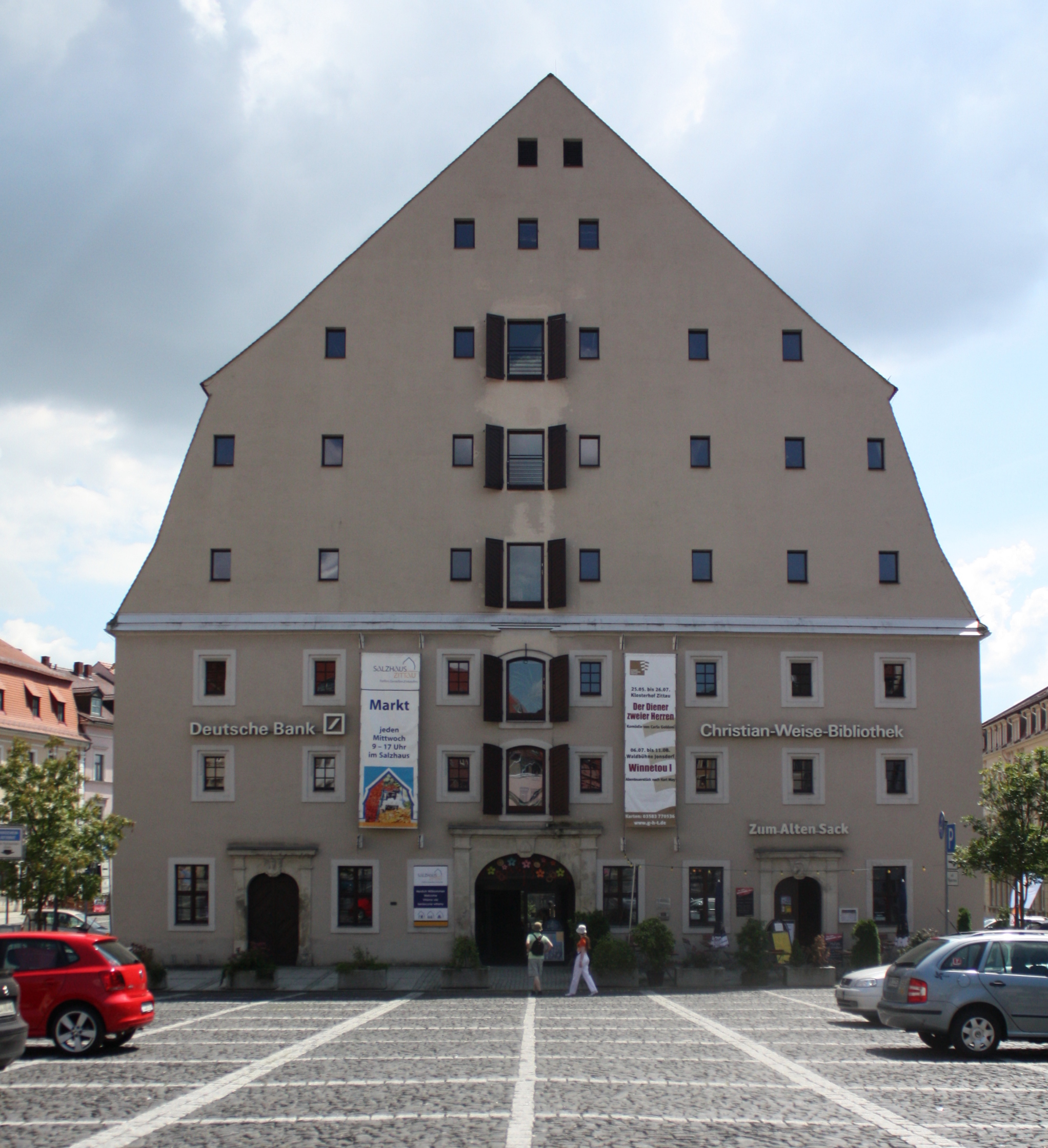
Dom Solny
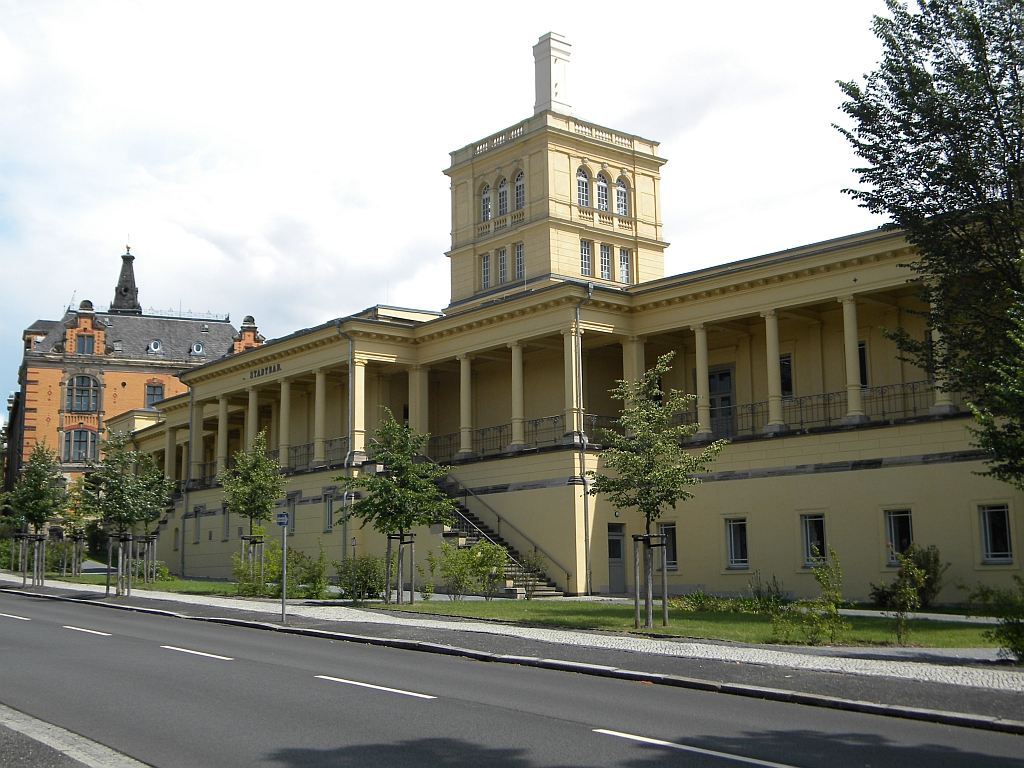
Łaźnia miejska
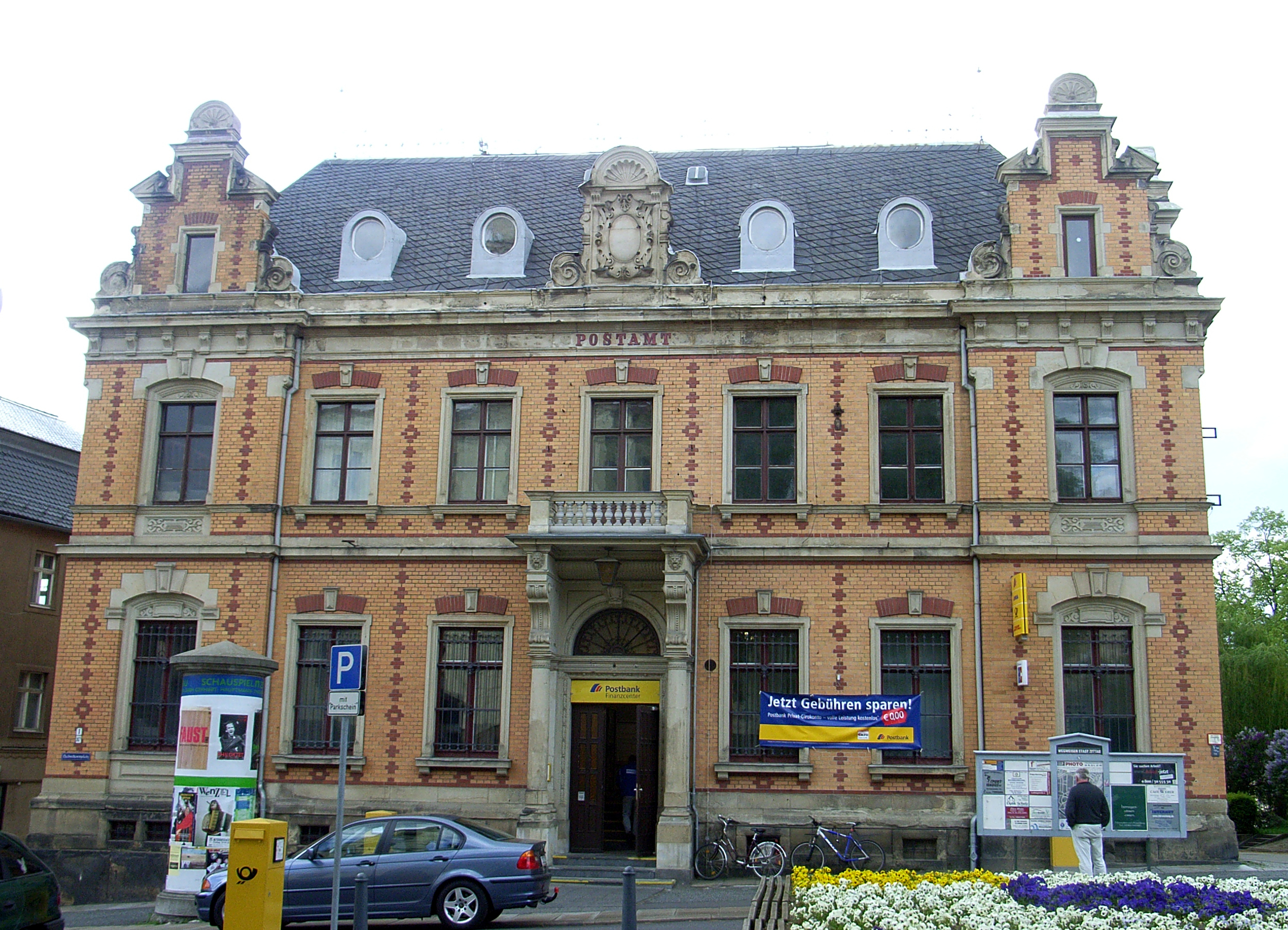
Gmach poczty
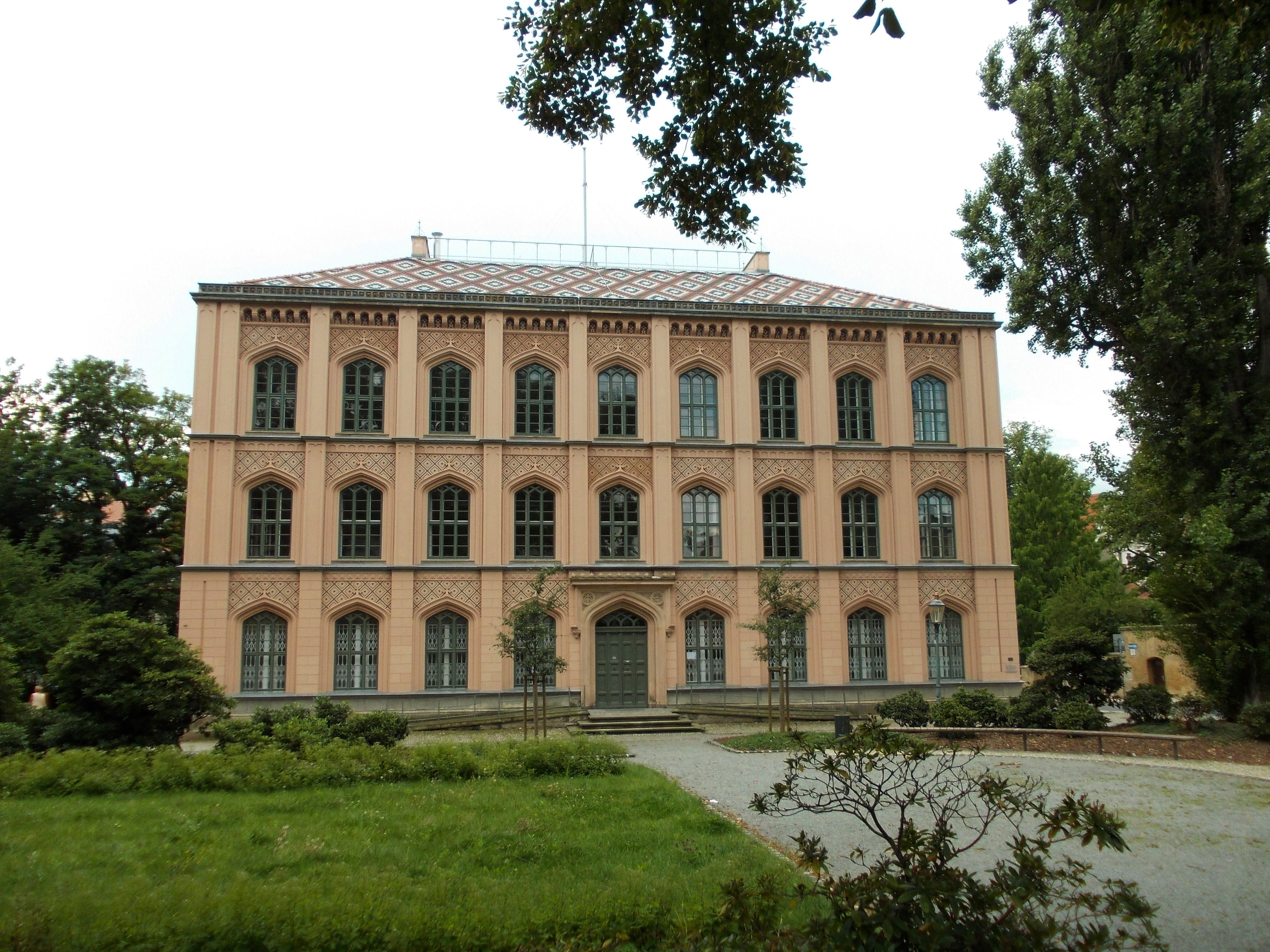
Zabytkowy budynek szkolny
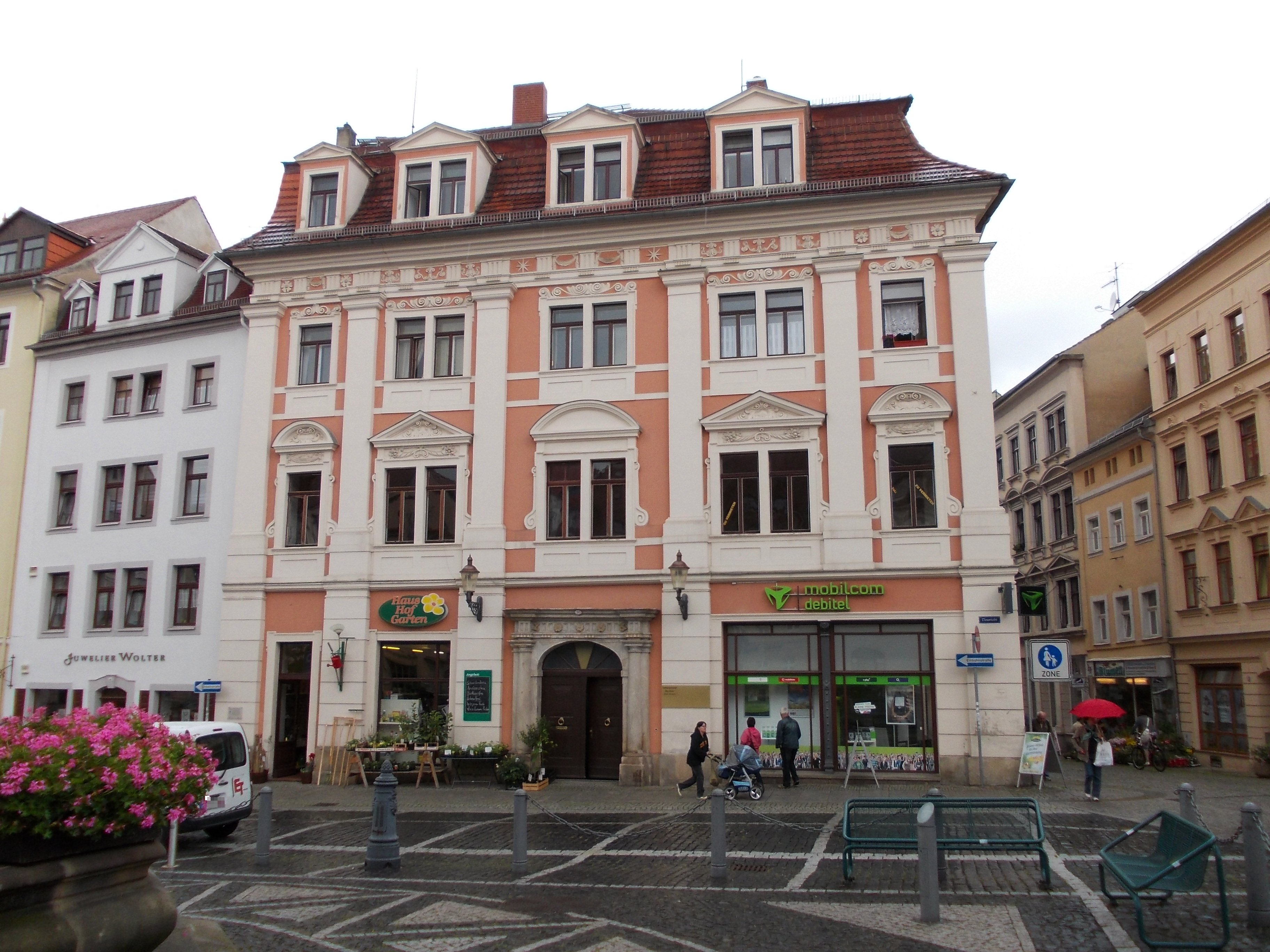
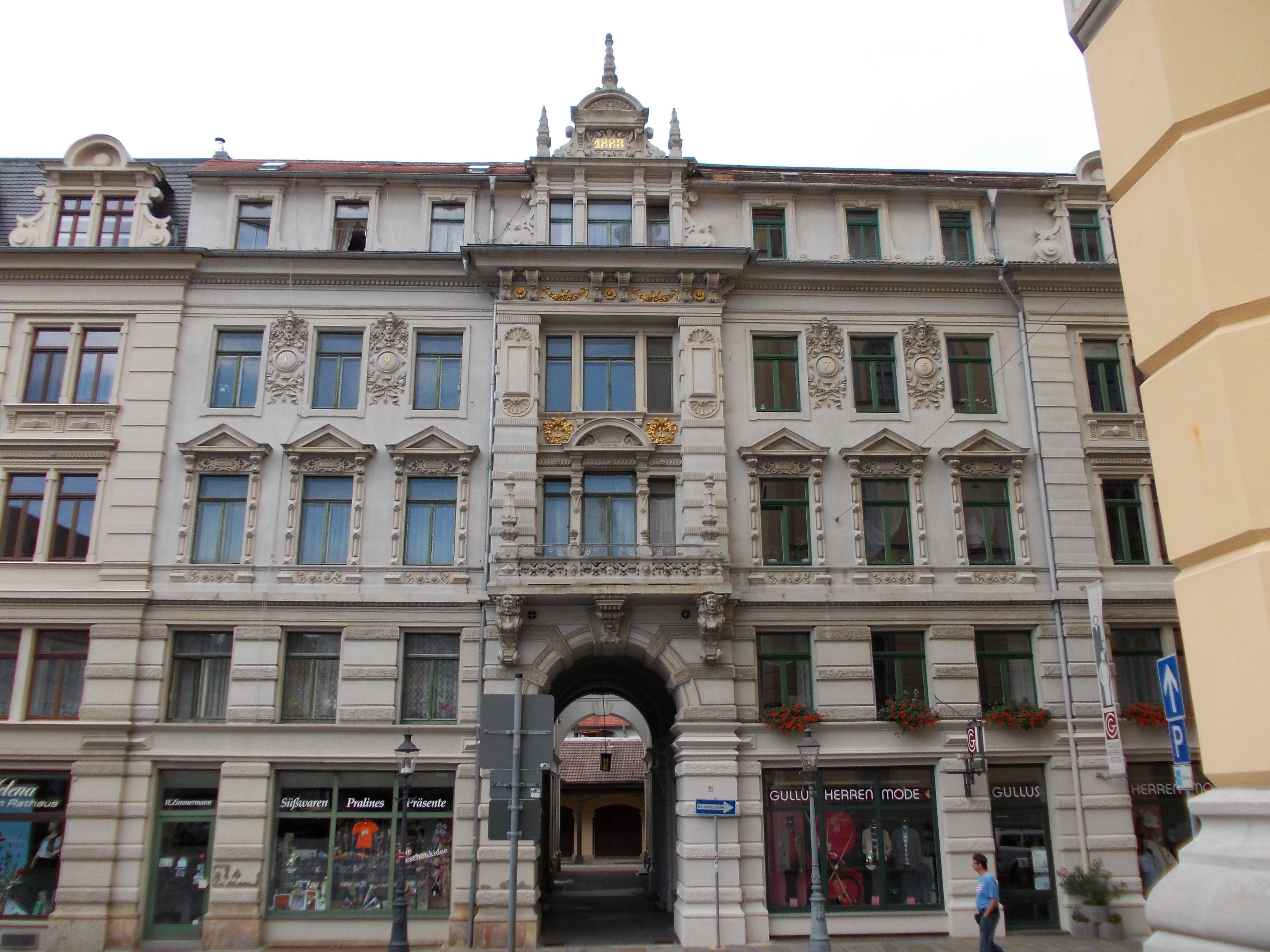